# Julian Champagnie
Julian Kymani Champagnie (Staten Island, 29 giugno 2001) è un cestista statunitense, professionista nella NBA con i San Antonio Spurs.

## Biografia
È il fratello gemello del cestista Justin Champagnie.

## Carriera
Dopo aver trascorso tre stagioni con i St. John's Red Storms, nel 2022 si dichiara per il Draft NBA, non venendo tuttavia scelto; il 2 luglio viene firmato dai Philadelphia 76ers con un two-way contract.

## Statistiche

### NCAA
| Anno      | Squadra             | PG | PT | MP   | TC%  | 3P%  | TL%  | RP  | AP  | PRP | SP  | PP   |
| --------- | ------------------- | -- | -- | ---- | ---- | ---- | ---- | --- | --- | --- | --- | ---- |
| 2019-2020 | St. John's R. Storm | 32 | 26 | 25,5 | 45,3 | 31,2 | 75,4 | 6,5 | 0,8 | 1,2 | 0,8 | 9,9  |
| 2020-2021 | St. John's R. Storm | 25 | 24 | 32,9 | 43,3 | 38,0 | 88,7 | 7,4 | 1,3 | 1,4 | 1,0 | 19,8 |
| 2021-2022 | St. John's R. Storm | 31 | 31 | 34,3 | 41,4 | 33,7 | 78,1 | 6,6 | 2,0 | 2,0 | 1,1 | 19,2 |
| Carriera  | Carriera            | 88 | 81 | 30,7 | 42,9 | 34,8 | 81,5 | 6,8 | 1,4 | 1,5 | 1,0 | 16,0 |

#### Massimi in carriera
- Massimo di punti: 34 vs DePaul (5 gennaio 2022)[5]
- Massimo di rimbalzi: 16 vs DePaul (5 gennaio 2022)
- Massimo di assist: 5 (4 volte)
- Massimo di palle rubate: 7 vs Butler (18 febbraio 2022)
- Massimo di stoppate: 4 (3 volte)
- Massimo di minuti giocati: 44 vs Connecticut (12 gennaio 2022)

### NBA

#### Regular Season
| Anno      | Squadra            | PG  | PT | MP   | TC%  | 3P%  | TL%  | RP  | AP  | PRP | SP  | PP   |
| --------- | ------------------ | --- | -- | ---- | ---- | ---- | ---- | --- | --- | --- | --- | ---- |
| 2022-2023 | Philadelphia 76ers | 2   | 0  | 3,3  | 0,0  | 0,0  | -    | 0,0 | 0,0 | 0,5 | 0,0 | 0,0  |
| 2022-2023 | San Antonio Spurs  | 15  | 3  | 20,9 | 46,1 | 40,7 | 82,4 | 4,0 | 0,7 | 0,3 | 0,3 | 11,0 |
| 2023-2024 | San Antonio Spurs  | 74  | 59 | 19,8 | 40,8 | 36,5 | 81,5 | 2,8 | 1,4 | 0,6 | 0,6 | 6,8  |
| 2024-2025 | San Antonio Spurs  | 82  | 29 | 23,6 | 41,5 | 37,1 | 90,4 | 3,9 | 1,4 | 0,7 | 0,4 | 9,9  |
| Carriera  | Carriera           | 173 | 91 | 21,5 | 41,7 | 37,2 | 85,7 | 3,4 | 1,3 | 0,7 | 0,5 | 8,6  |

#### Massimi in carriera
- Massimo di punti: 26 vs Sacramento Kings (2 aprile 2023)[6]
- Massimo di rimbalzi: 10 vs Dallas Mavericks (9 aprile 2023)
- Massimo di assist: 3 vs Dallas Mavericks (9 aprile 2023)
- Massimo di palle rubate: 2 (2 volte)
- Massimo di stoppate: 2 vs Washington Wizards (24 marzo 2023)
- Massimo di minuti giocati: 33 vs Dallas Mavericks (9 aprile 2023)

### NBA G-League
| Anno      | Squadra         | PG | PT | MP   | TC%  | 3P%  | TL%  | RP  | AP  | PRP | SP  | PP   |
| --------- | --------------- | -- | -- | ---- | ---- | ---- | ---- | --- | --- | --- | --- | ---- |
| 2022-2023 | Del. Blue Coats | 32 | 32 | 31,5 | 43,9 | 34,9 | 85,5 | 6,3 | 1,7 | 0,8 | 1,0 | 17,7 |
| 2022-2023 | Austin Spurs    | 8  | 8  | 33,9 | 39,3 | 27,8 | 82,1 | 8,4 | 2,5 | 0,9 | 0,9 | 18,1 |
| Carriera  | Carriera        | 40 | 40 | 32,0 | 43,0 | 33,7 | 84,3 | 6,7 | 1,8 | 0,9 | 1,0 | 17,8 |